# Momcilovo, Varna
Momcilovo (în bulgară Момчилово) este un sat în comuna Vetrino, regiunea Varna,  Bulgaria. 

## Demografie
Componența etnică a satului Momcilovo
     Bulgari (93,33%)
     Nicio identificare (6,66%)
     Altele (0%)
La recensământul din 2011, populația satului Momcilovo era de 195 locuitori. Din punct de vedere etnic, majoritatea locuitorilor (93,33%) erau bulgari. Pentru 6,66% din locuitori nu este cunoscută apartenența etnică.